# Michael Reinstein
Pour les articles homonymes, voir Reinstein.
Michael A. Reinstein est un homme d'affaires américain, avocat, dirigeant d'une société de capital-investissement et fondateur et président de Regent, une société mondiale de capital-investissement.

## Jeunesse
Michael Reinstein est né à Los Angeles, en Californie. Il a fréquenté l'université méthodiste du Sud (Southern Methodist University - SMU) et est diplômé de l'université de Californie du Sud (University of Southern California) et de la faculté de droit de l'université Pepperdine (Faculté de droit de l'université de Pepperdine). Il est membre du Barreau de l'État de Californie (State Bar of California).

## Carrière
Reinstein est le fondateur et le président de Regent, une société de capital-investissement multisectorielle. Il a commencé sa carrière en tant que stagiaire auprès de l'ancien président Ronald Reagan et a ensuite travaillé chez ICM Partners. Il est actuellement président de plusieurs entreprises de Regent, dont Escada,, La Senza, Sassoon, Regis Salons, Supercuts UK, Lillian Vernon et Sightline Media Group. Il est également l'éditeur des divers journaux, magazines et médias de Regent, dont Sunset, Defense News, Army Times, Navy Times, Air Force Times, Marine Corps Times, Armed Forces Journal et Federal Times, entre autres. Il a été directeur général de The Franklin Mint et directeur général de CinemaNow.
Reinstein est également le fondateur de la Military Charity Organization, une organisation à but non lucratif basée à Washington qui gère le "Service Members of the Year Honors Program" (Programme de récompense des militaires de l'année). Il est membre de la Young Presidents Organization et a siégé au conseil d'administration de plusieurs sociétés privées et publiques, dont Pegasus Solutions, et NexTag, ainsi que de la société technologique Structural Monitoring Systems, cotée à la Bourse d'Australie (Australian Securities Exchange),.

## Source
- (en) Cet article est partiellement ou en totalité issu de l’article de Wikipédia en anglais intitulé « Michael Reinstein » (voir la liste des auteurs).